# Daniel Hellmann

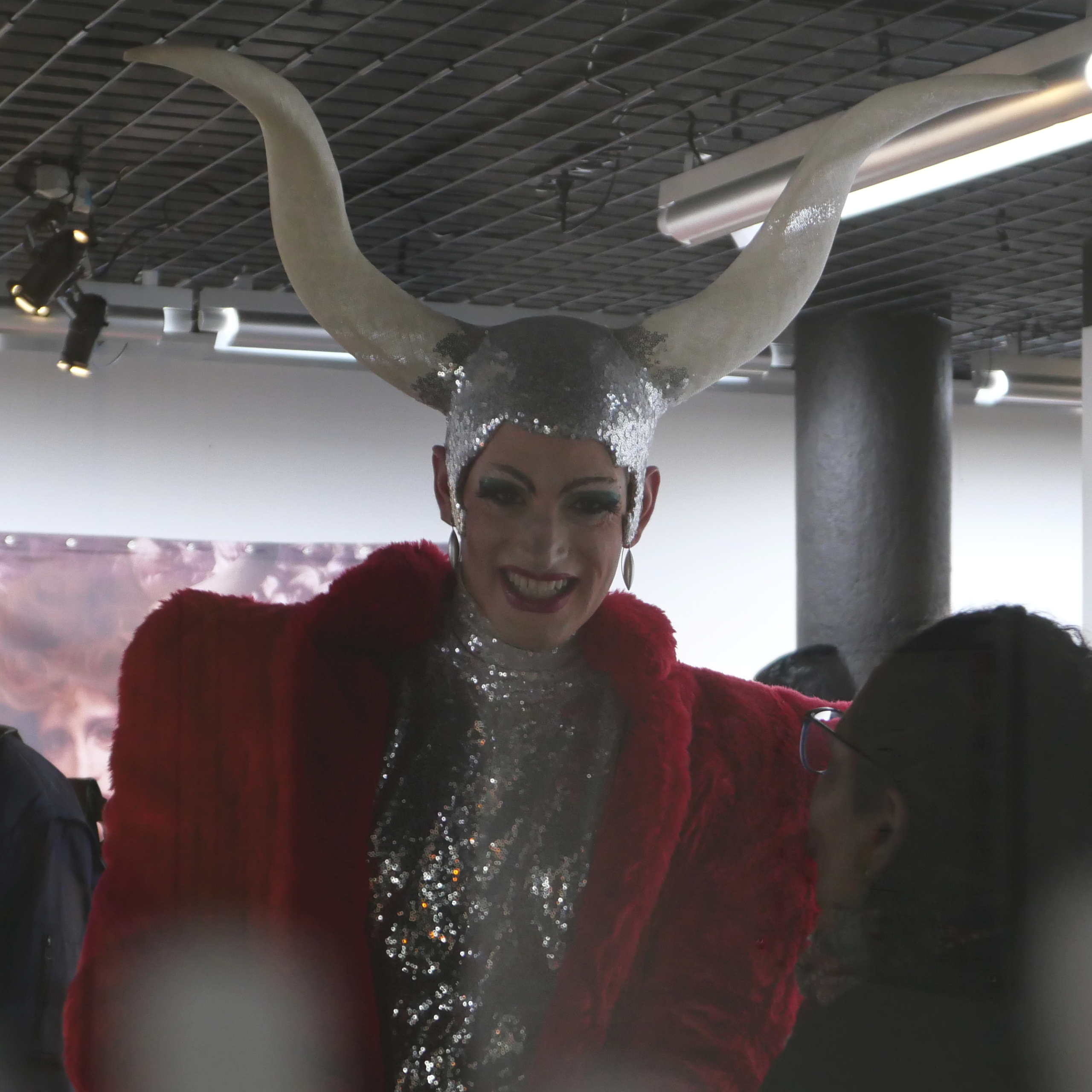
Soya the Cow alias Hellmann während der Vernissage von Planet Moo beim Antigel-Festival 2023 in Genf

Daniel Hellmann (* 27. September 1985 in Zürich) ist ein Schweizer Performance-Künstler. Nach einer Karriere als Opernsänger sorgt er seit 2012 als Sänger, Tänzer, Tanzschaffender und Theatermacher für Aufsehen mit seinen transdisziplinären Arbeiten, die soziale Normen und Machtverhältnisse in den Bereichen von Sexualität, Menschen- und Tierrechten radikal hinterfragen.

## Leben

### Kindheit und frühe Karriere in klassischem Gesang
Hellmann wuchs im Zürcher Stadtkreis Schwamendingen als Kind einer Psychotherapeutin und eines auf die frühkindliche Entwicklung spezialisierten Sozialpädogik-Dozenten in einem liberal-jüdischen Elternhaus auf, das er im Rückblick als «sehr offen» bezeichnet. Nach eigenen Angaben war Hellmann als Primarschulkind «sehr schüchtern», er habe aber schon damals Gedichte geschrieben und sich im Schultheater engagiert. Demnach fing er im Alter von sechs Jahren an, Tanzunterricht zu nehmen, und meldete sich ohne Wissen seiner Eltern bei den Zürcher Sängerknaben an, wo er zum ersten Mal Freunde gefunden habe. Als Solist sang er dort laut einer Kritik der Neuen Zürcher Zeitung (NZZ) von 1997 mit einer «in der Tat elfenhaften» Stimme. Im Gegensatz dazu schildert Hellmann seine Sekundarschulzeit als «Albtraum», da er wegen seiner Homosexualität, mit der er sich im späten Teenageralter outete, und seiner Vorliebe für Glamour gemobbt worden sei.
Nach der Matura begann Hellmann zunächst ein Studium der Philosophie an der Universität Zürich, brach dieses jedoch ab und wechselte 2006 mit einem Stipendium der Schweizerischen Studienstiftung an das Conservatoire de Lausanne, um klassischen Gesang zu studieren. Für seinen hervorragenden Bachelor als Bassbariton erhielt er 2008 den Prix de la Fondation Juchum. 2009 nahm Hellmann am Aspen Music Festival teil und wirkte in den folgenden Jahren in verschiedenen Opernproduktionen in der Schweiz, Belgien und Deutschland mit. 2011 machte er in Lausanne seinen Master of Arts (MA).

### Karriere als transdisziplinärer Künstler und Aktivist
Nach zwei Jahrzehnten der Konzentration auf die klassische Musik orientierte sich Hellmann weg von der Oper und hin zum Bewegungstheater und Tanz. Nach eigener Darstellung empfand er die reine Interpretation von Werken anderer als einengend und die in der Oper verhandelten Themen als weltfremd. Vor diesem Hintergrund belegte er bereits ab 2010 an der Hochschule der Künste Bern den Studiengang Theater/Performance. In diesem Rahmen besuchte er u. a. Workshops bei der Brüsseler Tanztheater-Kompanie Peeping Tom und erlangte 2012 einen weiteren MA.
Im gleichen Jahr gründete Hellmann das Kollektiv 3art3 Company. Deren erstes Projekt – «K.» – entstand noch 2012 in Zusammenarbeit mit dem vietnamesischen Choreographen Quan Bui Ngoc. Medienberichten zufolge stand der Titel «für das Kollektive oder Kameradschaft. Einem archaischen Rausch gleich geht es um Gruppendynamik, Gewalt und Liebe.» Das Debüt der Kompanie erhielt den Anerkennungspreis der Stadt Zürich und einen Preis der Schweizerischen Autorenvereinigung.
2014 folgte mit Untold – einem Werk über das Unausgesprochene und Unterdrückte – das zweite Projekt in einer Zusammenarbeit von Ngoc und Hellmann. Die NZZ schwärmte in ihrer Kritik von «einer nahezu vollkommenen Arbeit». Im gleichen Jahr brachte Hellmann mit der Regisseurin Ursina Greuel und dem Pianisten Samuel Fried das Musiktheaterstück Nach Lampedusa – Wandererfantasien über das Asylsystem in der Schweiz auf verschiedene Bühnen.
Einer breiteren Öffentlichkeit wurde Hellman ab 2014 mit seinem Solo-Projekt Full Service bekannt. Die interaktive Performance führte er in den folgenden vier Jahren insgesamt 55-mal auf, vor allem in der Schweiz, aber auch in Belgien, Deutschland, Frankreich, Hongkong, Japan, den Philippinen, Spanien, Thailand und den USA. Dabei machte er in 22 Städten Station und bot Passanten in einem Pavillon-Zelt an, Dienstleistungen aller Art zu erbringen, sofort und vor Ort, sofern er sich mit den Interessenten im Rahmen der geltenden Gesetze auf die Bedingungen und den Preis einigen konnte. Mit insgesamt 665 Dienstleistungen erlöste er 8.776 €. Das Projekt sollte «die kapitalistische Verhandlungsmatrix bis in den letzten Winkel» ausleuchten und dabei illustrieren, wie es im Grunde keinen Unterschied zwischen Sexarbeit und anderen Berufen gebe. Letztlich sei Hellmann allerdings wenig um sexuelle Handlungen gebeten worden.

Die Beschäftigung mit dieser Thematik setzte Hellmann ab 2015 mit seiner Bühnenfigur Traumboy fort: als männlicher Prostituierter konfrontierte er das Publikum mit den vorherrschenden Klischees zum Thema Sexarbeit, um dieses zu entmystifizieren und gegen die damit verbundenen Stigmata anzugehen. Die Solo-Performance, bei der es sich um eine Mischung aus Inszenierung und Dokumentation handelte, wurde u. a. als Schweizer Beitrag für das Festival von Avignon ausgewählt. Während Hellmann Zwangsprostitution klar verurteilte, argumentierte er gegen die quasi-automatische Gleichsetzung von Sexarbeit mit Menschenhandel und fragte: «Ist der Sex schmutzig oder das Geld?» Darüber hinaus betonte er:

«Für Menschen, die weniger privilegiert sind als ich, kann Sexarbeit ein Weg dafür sein, ein selbstbestimmtes Leben zu führen. Wer damit ein Problem hat, sollte sich dafür einsetzen, weltweit Armut und Diskriminierung abzuschaffen und nicht Prostitution.»
Da Selbstbestimmtheit auch beim käuflichen Sex eher einem Mann als einer Frau zugestanden werde, erarbeitete Hellmann mit der deutsch-polnischen Schauspielerin Anne Welenc (geb. 1987) das weibliche Pendant Traumgirl, das 2019 beim Edinburgh Festival Fringe Premiere feierte. Von 2018 bis 2021 kuratierte Hellmann überdies den Bereich der Darstellenden Künste für das Gender- & Sexualitäten-Festival LA FÊTE DU SLIP in Lausanne.
Weil die Ausbeutung von Tierkörpern indes allgemein akzeptiert sei, beschäftigte sich Hellmann seit 2016 verstärkt mit dem Thema. Bei den Recherchen für die Produktion von Requiem for a piece of meat wurde er durch die Lektüre von Hilal Sezgins Buch Artgerecht ist nur die Freiheit Veganer. Die Performance verband historische Kirchenmusik mit zeitgenössischem Tanz und wurde dafür noch im gleichen Jahr mit dem June Johnson Dance Prize prämiert, stiess aber bei mehreren Bühnen auf Ablehnung und wurde – so Hellmann – «von einzelnen Theatern sogar zensuriert.»
Während einer Künstlerresidenz in San Francisco im Jahr 2017 wurde Hellmann nach eigenen Angaben durch die dortige Kultur der Dragqueens und Dragkings sowie die Tierrechtsorganisation Direct Action Everywhere inspiriert, die sex-positiv-feministische und vegane Drag-Kuh Soya the Cow als sein Alter Ego zu kreieren. In der Folge entstanden die Solo-Shows Dear Human Animals und Try walking in my Hooves, das Musikalbum Purple Grass und die Ausstellung Planet Moo. 
Um dem Tierschutz und der Klimagerechtigkeit eine grössere Plattform abseits der Kunstfestivals Aufmerksamkeit zu verschaffen, trat er 2020 in der SRF1-Diskussionssendung Club zum Thema «Terror auf dem Teller» und 2021 mit dem Hit Take On Me von a-ha bei der deutschen Castingshow The Voice of Germany auf. Angesichts von Kritik aus der Tierschutzbewegung, dass er sich die Identität einer Kuh anmassend aneigne, zog Hellmann während der Corona-Pandemie von Berlin für mehrere Monate auf den Lebenshof Hof Narr in Egg bei Zürich, um mit ehemaligen «Nutztieren» zu leben.